# Chimastrum carnutes
Chimastrum carnutes är en fjärilsart som beskrevs av William Chapman Hewitson 1875. Chimastrum carnutes ingår i släktet Chimastrum och familjen Riodinidae. Inga underarter finns listade i Catalogue of Life.